# Gomes Eanes de Zurara

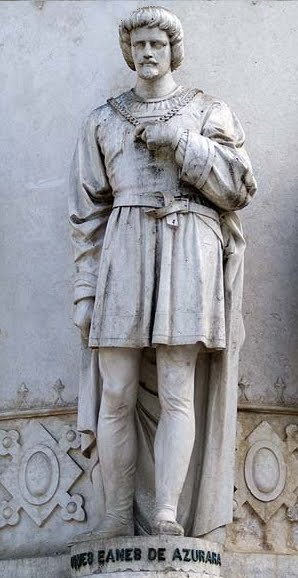
Gomes Eanes de Zurara

Gomes Eanes de Zurara (ur. 1410, zm. 1474) – portugalski kronikarz. Był dworzaninem i archiwistą króla Edwarda I Aviza. Za panowania Alfonsa V został nobilitowany i stał się głównym kronikarzem królestwa. Pisał o odkryciach geograficznych. Był biografem księcia Henryka Żeglarza. Jego dzieło Crónica dos feitos da Guiné jest głównym źródłem historycznym dla poznania epoki odkryć portugalskich w latach 1434-1448.